# Woodstock Opera House
Il Woodstock Opera House è un luogo storico come centro per le arti dello spettacolo ed i ricevimenti, situato a Woodstock, Illinois. Fu costruito nel 1889 e progettato come una struttura multiuso con spazio per uffici dell'amministrazione comunale, polizia e vigili del fuoco. L'edificio fu progettato dall'architetto Smith Hoag e costruito dall'appaltatore Simon Brink per un costo di $25.000. Oggi la città di Woodstock possiede ancora l'edificio, ma il medesimo è utilizzato esclusivamente come spazio per spettacoli.
Nel 2013 il palcoscenico fu dedicato a Orson Welles, che era cresciuto a Woodstock e si era esibito nel locale principale durante i suoi anni di formazione.
Il 17 luglio 1974 il Woodstock Opera House è stato iscritto al National Register of Historic Places col numero di riferimento 74002184.

## Storia
L'Opera House fu costruito nel 1889 per ospitare la biblioteca, la sala del consiglio, la corte di giustizia, i vigili del fuoco e l'auditorium del secondo piano della città di Woodstock. La Compagnia Patti Rosa tenne lo spettacolo inaugurale di Margery Daw giovedì 4 settembre 1890.
L'Opera House divenne il centro di intrattenimento della Contea di McHenry, ospitando vaudeville itineranti, menestrelli e compagnie teatrali.
Quando i circuiti itineranti scomparvero all'inizio del XX secolo, l'Opera House divenne la sede del primo teatro estivo, anche se di breve durata, dell'area di Chicago. Presentato dalla Todd School for Boys, il Todd Theatre Festival del 1934 era un festival estivo di sei settimane organizzato da Orson Welles, un diplomato della scuola nel 1931. Furono presentate tre opere teatrali, Trilby, Hamlet e Tsar Paul, con Welles, Hilton Edwards e Micheál MacLiammóir del Gate Theatre di Dublino, Louise Prussing, Charles O'Neal e Constance Heron. Il palcoscenico del Woodstock Opera House fu dedicato a Welles nel 2013 ed ospitò una celebrazione dell'80º anniversario del Todd Theatre Festival.
Nel 1947 un gruppo di cittadini formò ed aiutò i Woodstock Players. Per diversi anni i Players hanno fornito esperienza di recitazione per gli studenti diplomati alla Goodman School. Le personalità ormai famose Paul Newman, Tom Bosley, Betsy Palmer, Geraldine Page, Shelley Berman e Lois Nettleton erano tra le personalità più importanti.

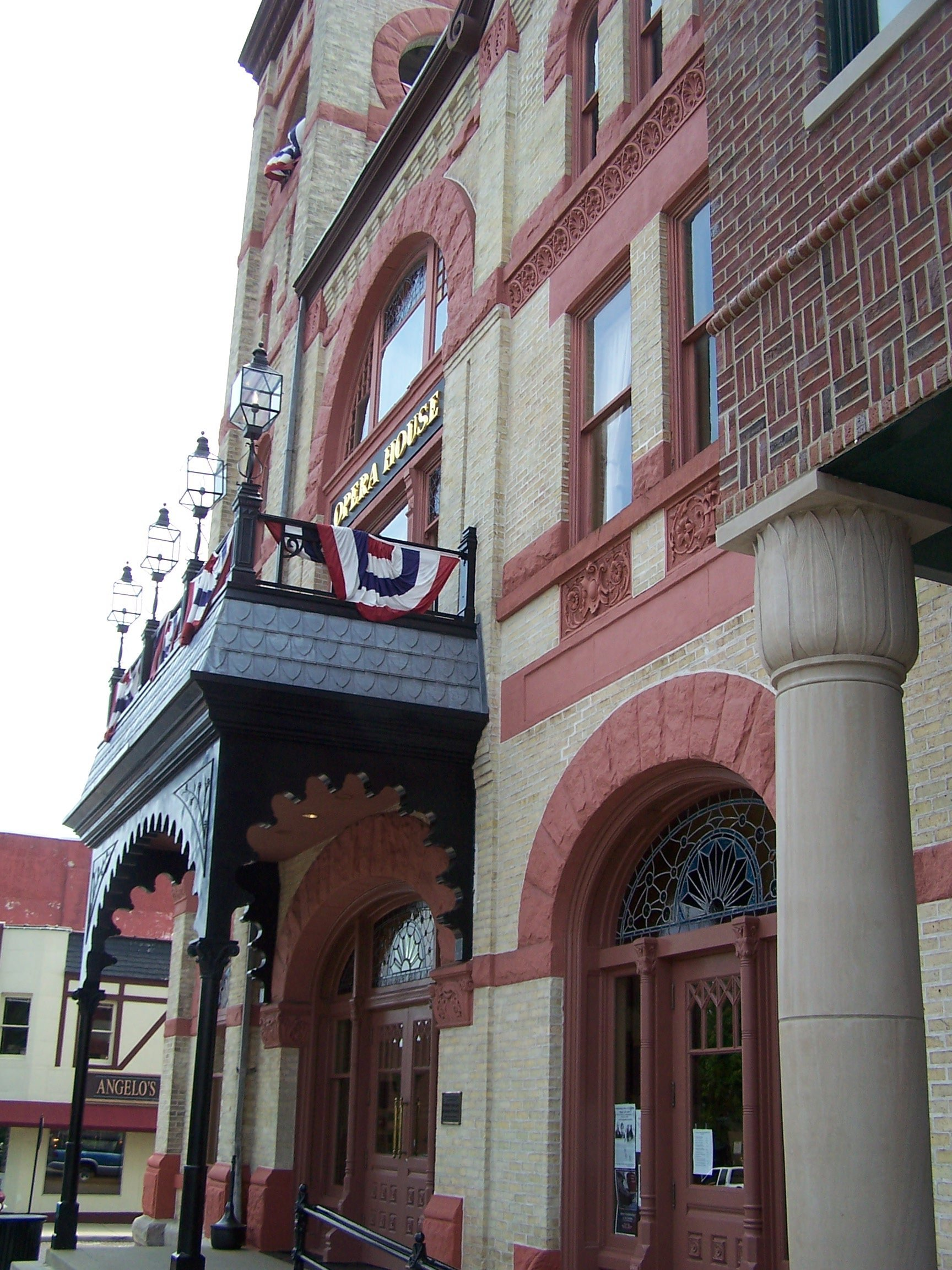
Entrata

Nel 1968 furono fondati i Town Square Players. Sono stati costituiti come organizzazione senza scopo di lucro nel 1973. Nel 1974 fu fondata la Woodstock Musical Theatre Company e fece dell'Opera House la loro sede. Nel 2019 le compagnie si fusero per creare il Theatre 121 e continuano ad eseguire stagioni regolari all'Opera House ogni anno.

## Architettura
Eretto nel 1889 l'Opera House fu progettato e costruito dall'architetto Smith Hoag di Elgin al costo di $ 25.000. I materiali da costruzione sono per lo più di origine locale tra cui calcare, terracotta, pietra di campo, mattoni bianchi e arenaria. Il suo stile architettonico è una miscela di gusti della tarda epoca vittoriana combinati con elementi del primo americano, del Midwest, del gotico e persino dei moreschi. L'interno è modellato sulle barche da esposizione dell'epoca, con dimensioni e decorazioni che imitano molti di quei grandiosi teatri galleggianti.
Nel 1960 la Junior Civic Arts League investì tempo e sforzi per combattere il crescente deterioramento dell'auditorium e del palco. Fu costituita la Woodstock Fine Arts Association nel 1961 con lo scopo di restaurare l'Opera House nel decennio successivo.

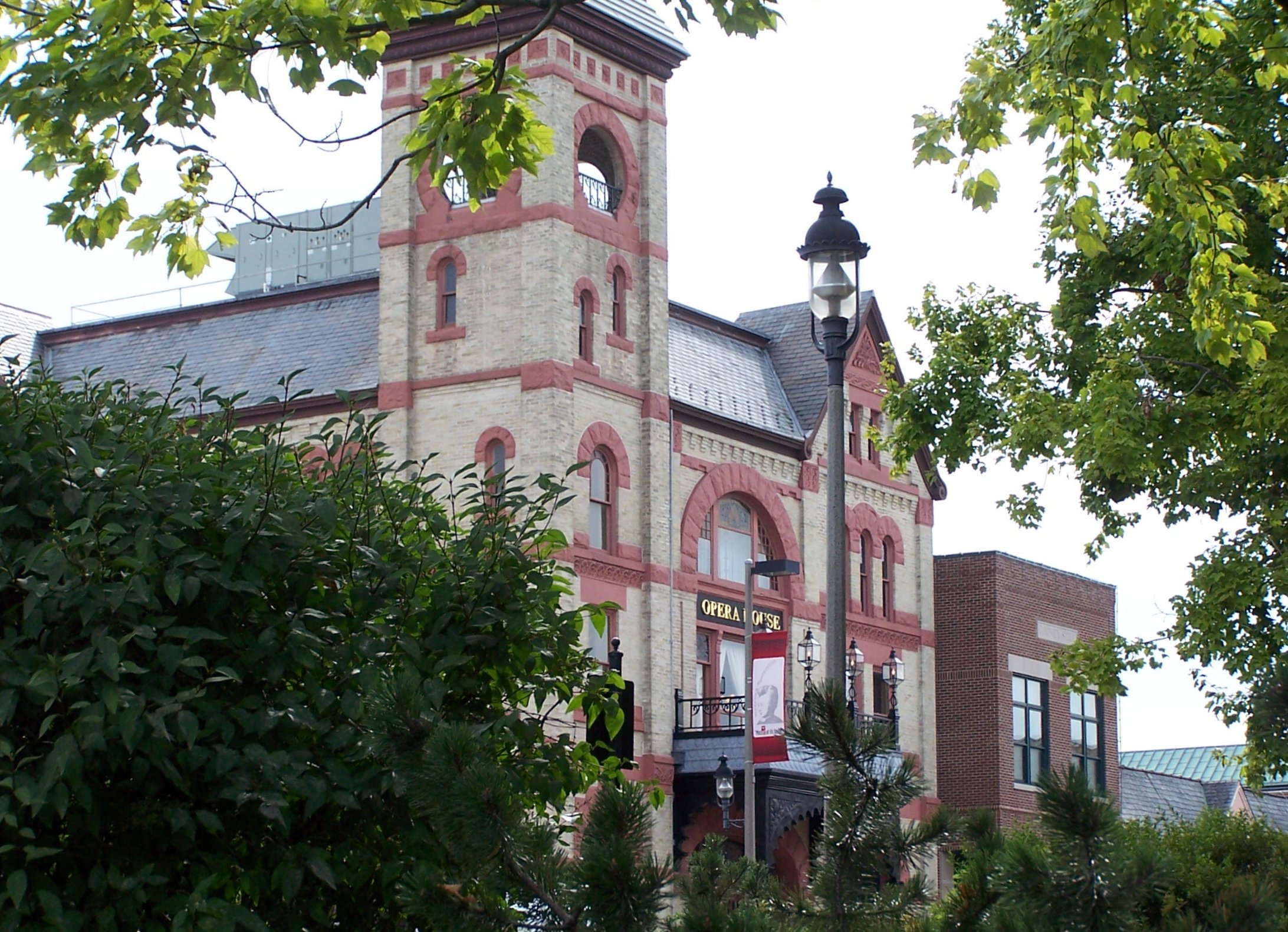
Woodstock Opera House

Nel 1972 l'Opera House fu dichiarato un "punto di riferimento" dalla città e fu costituito il Woodstock Opera House Community Center, Inc. per raccogliere fondi per un tentativo di restauro. l'Opera House fu successivamente chiuso per due anni di lavori di restauro. Riaprì nel febbraio 1977 e fu ribattezzato Woodstock Opera House Community Center. Ulteriori progetti di restauro furono completati nei due decenni successivi e l'Opera House fu considerato completamente restaurato con l'aggiunta definitiva del Portico anteriore nel 1999.
L'edificio continua ad essere di proprietà e mantenuto dalla città di Woodstock e dai residenti locali. È dotato di arredi storici, vetrate colorate, soffitti in lamiera, legno originale e ornamenti con formine disegnate a mano.
Nel 2003 una nuova dépendance è aggiunta all'Opera House sul lotto adiacente. Fornisce accesso ai disabili al palco, un montacarichi, ulteriori aree dietro il palco, uffici e lo Stage Left Café.
L'Orson Welles Stage fu dedicato il 10 febbraio 2013, in onore del luogo del debutto americano di Welles come regista teatrale professionista.

## Attività attuali

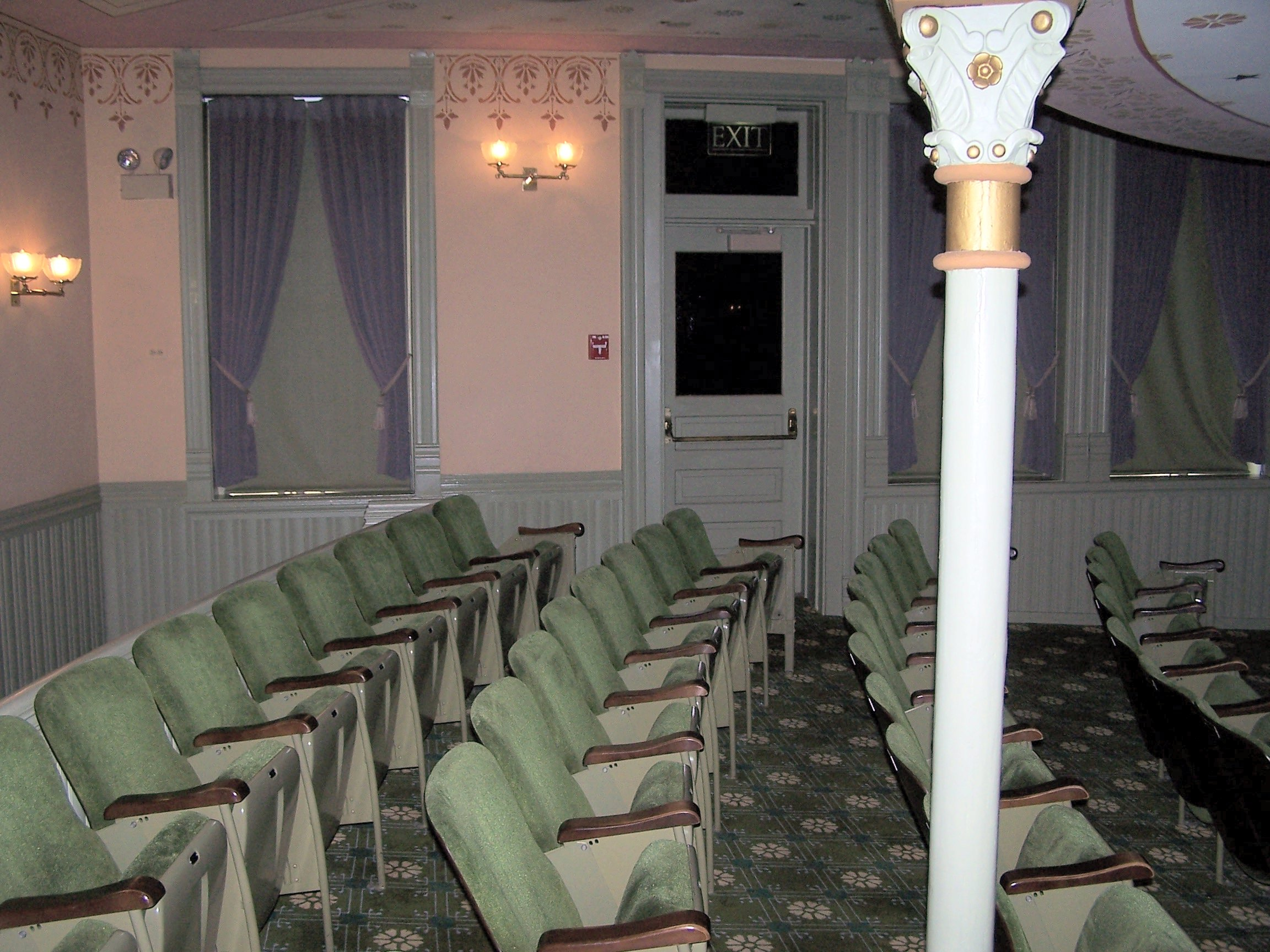
Area Galleria e Salotto

Il Woodstock Opera House ospita ogni anno una varietà di programmi ed eventi tra cui concerti, spettacoli teatrali, danza, arti visive, programmazione educativa, conferenze, incontri, ricevimenti e altro ancora. Situato sulla piazza storica nel centro di Woodstock, l'Opera House è uno dei più antichi teatri operativi che hanno lavorato ininterrottamente del paese.
L'Opera House è un teatro completamente modernizzato pur mantenendo il suo carattere storico. È dotato di suono contemporaneo, illuminazione, sartiame scenico, riscaldamento, aria condizionata e altri servizi ed è di proprietà e gestito dalla città di Woodstock.

## Cinema

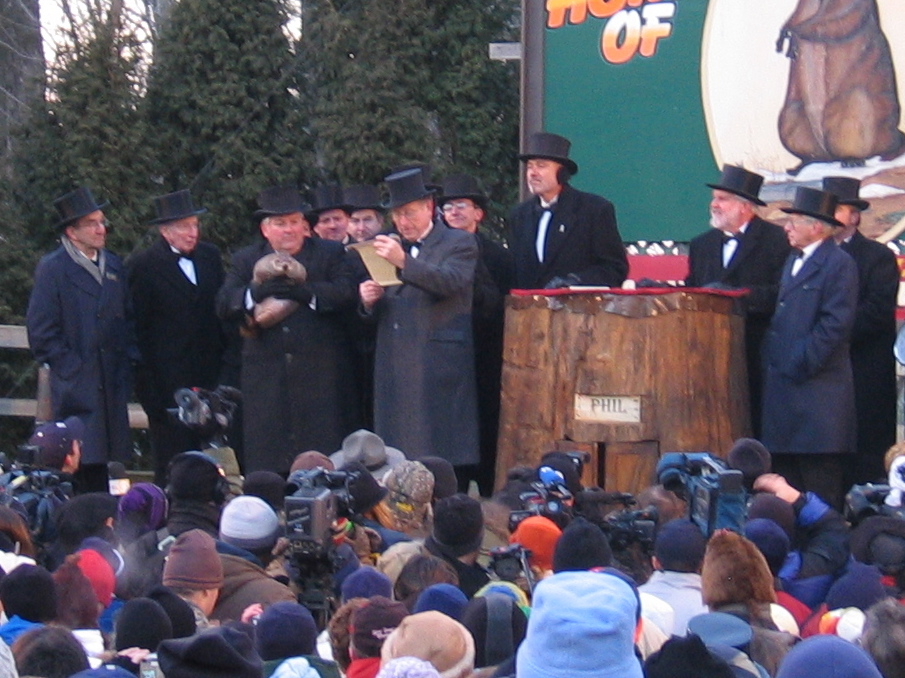
Il Giorno della marmotta festeggiato a Punxsutawney nel 2005

Il luogo è protagonista del film il Giorno della marmotta, che è stato girato principalmente a Woodstock, nel The Pennsylvanian Hotel.